# Miani

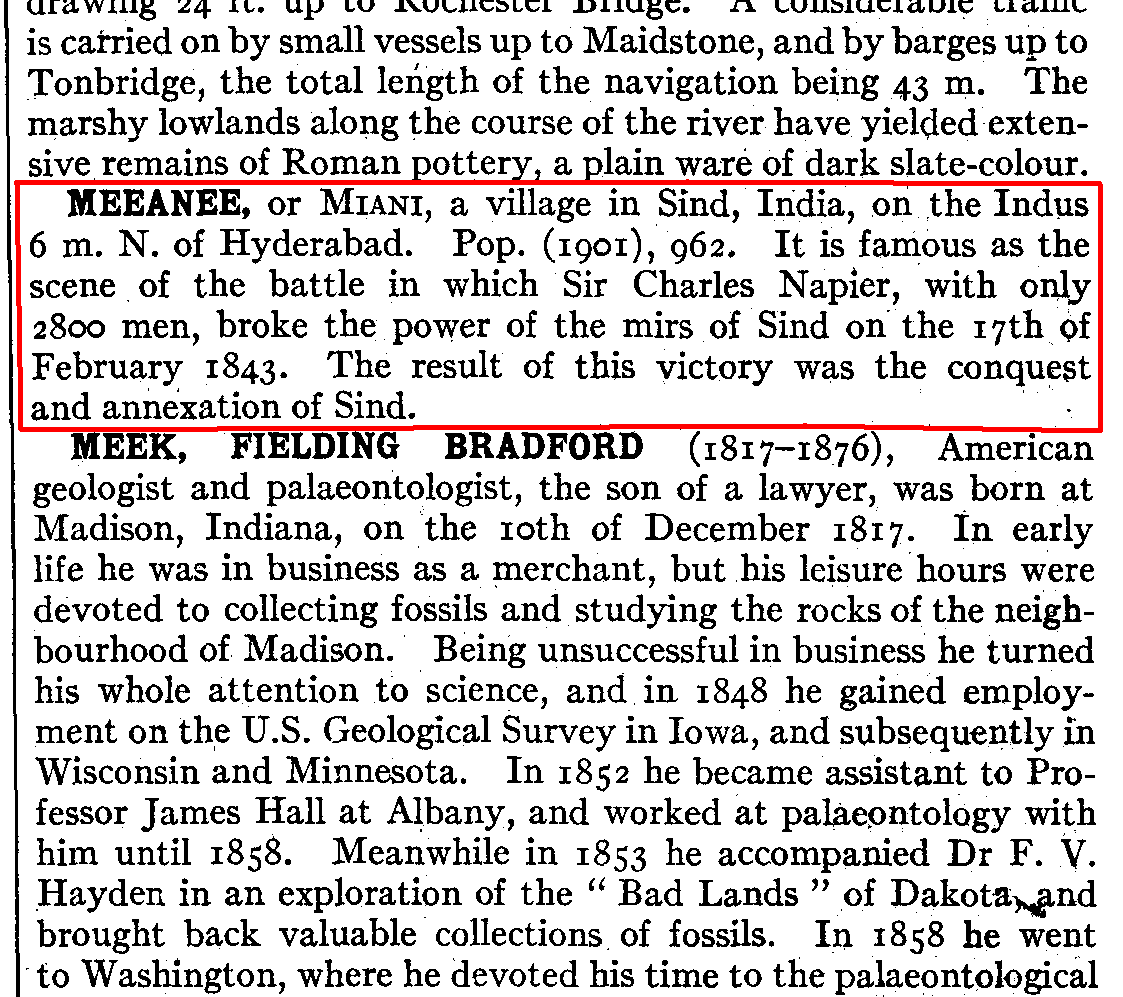
Artículo «Meeanee» en la Enciclopedia Britannica (edición de 1911).

Meeanee, Meanee o Miani es una localidad de la región de Sindh, actualmente en Pakistán. Se encuentra en la cuenca del río Indo, a unos 10 km al norte de Hyderabad. 
Fue el escenario en que se desarrolló la batalla de Miani, en la que Sir Charles James Napier, con solo 2800 hombres, terminó con el poder de los emires de Sind el 17 de febrero de 1843. El resultado de esta victoria fue la conquista y anexión de Sind para el Imperio británico. En 1901 tenía 962 habitantes.